# Tr104
Tr104 – parowóz wyprodukowany przez Henschel w 1912 na zamówienie Austriackich Kolei Wojskowych. Wyprodukowano dla austriackich kolei wojskowych 40 parowozów. Na inwentarzu PKP znalazło się 31 parowozów austriackich.